# Ga Donong
Ga Donong là ga trên Tuyến Jungang.

## Bố trí ga
| ↑ Guri          |
| ４３ \| ２１ \| |
| Yangjeong ↓     |

| 1·2 | ● Tuyến Gyeongui–Jungang | → Hướng đi Jipyeong → |
| 3·4 | ● Tuyến Gyeongui–Jungang | ← Hướng đi Munsan     |